# Novolazarivka, Kazanka
Novolazarivka (în ucraineană Новолазарівка) este localitatea de reședință a comunei Novolazarivka din raionul Kazanka, regiunea Mîkolaiiv, Ucraina.

## Demografie
Componența lingvistică a localității Novolazarivka
     Ucraineană (91,73%)
     Rusă (4,56%)
     Română (2%)
     Belarusă (1,28%)
     Alte limbi (0,14%)
Conform recensământului din 2001, majoritatea populației localității Novolazarivka era vorbitoare de ucraineană (91,73%), existând în minoritate și vorbitori de rusă (4,56%), română (2%) și belarusă (1,28%).